# Jesús María, San Luis Potosí
Jesús María är en ort i Mexiko.   Den ligger i kommunen Cedral och delstaten San Luis Potosí, i den centrala delen av landet, 500 km norr om huvudstaden Mexico City. Jesús María ligger 1 735 meter över havet och antalet invånare är 106.
Terrängen runt Jesús María är huvudsakligen platt, men österut är den kuperad. Runt Jesús María är det glesbefolkat, med 12 invånare per kvadratkilometer. Närmaste större samhälle är Noria de Dolores, 12,8 km väster om Jesús María. Omgivningarna runt Jesús María är i huvudsak ett öppet busklandskap.